# Az oroszlán ugrani készül
Az oroszlán ugrani készül 1969-ben bemutatott színes, szélesvásznú magyar akcióvígjáték, Révész György filmrendező munkája.
A mozgalmas történetben egy náci háborús bűnös által kifejlesztett és elrejtett világpusztító biológiai fegyver megszerzéséért küzdenek egymással egy nácikból álló bűnözőcsoport tagjai és a jugoszláv rendőrség ügynökei, élükön a kemény öklű, férfiasan vonzó magyar szuperügynökkel, Menő Fejjel, akit az ekkor 26 éves Bujtor István alakít. A filmben teljes létszámmal megjelenik az Illés-zenekar. A film címdala Illés Lajos és Bródy János szerzeménye, a Miért hagytuk, hogy így legyen?, mely hamar sláger lett. Felhasználták még Wagner zenéjét is. A főbb szerepeket olyan magyar színészek játszották, mint Ajtay Andor, Madaras József, Psota Irén, Szendrő József, Farkas Antal, de más, korabeli hírességek is megjelennek (Medveczky Ilona táncosnő, Koós János táncdalénekes, Papp László ökölvívó olimpiai bajnok).
A filmet Jugoszláviában forgatták: a dalmáciai Dubrovnikban és Trogirban, továbbá a hercegovinai Mostarban, látványos tengerparti autós üldözéssel, szigetek közötti hajókázással és a történelmi óvárost bemutató helikopteres légi felvételekkel. Egyes jeleneteket (hajóbelső, föld alatti labor) a rendező monokróm technikával hangsúlyozott ki.
A James Bond-filmek akciós- és vígjátéki elemeit is alkalmazó film Magyarországon nagy sikert aratott, hiszen az 1960-as évek és 70-es évek szocialista Magyarországán Bond-filmeket politikai okokból nem mutattak be. A film DVD-változatát 39 évvel az ősbemutató után, 2008-ban adták ki, az eredetivel azonos címmel. Retro-filmként is megőrizte népszerűségét, noha technikája, tempója, humora (a jelenkori csúcstechnikás, bombasztikus effektek és gegek tükrében) már akkor is elavultnak tűnhetett.

## Tartalom
|  | Alább a cselekmény részletei következnek! |

I. Öreg asszony nem vénasszony!
A bevezető képsor a Fővárosi Tanács Szociális Otthonának kertjében játszódik. Kálmán, az agg gavallér (Major Tamás) a jobb napokat látott idős dámának, Arankának (Dajka Margit) udvarol. Felfigyelnek egy újsághírre: 20 éves börtönbüntetését letöltve kiszabadult Dr. Ottó Klauberg, egy kiejthetetlen nevű koncentrációs tábor orvosa, akit háborús bűntettért ítéltek el. Kiderül: Aranka nem más, mint Klauberg anyósa, és ridiküljébe bevarrva 20 év óta őrzi vejének titkos hátrahagyott feljegyzéseit, amelyekkel a doktor tisztázhatja ártatlanságát. Az agg Kálmán felháborodva szakít Arankával, akit háborús bűnös családtagjának tart. A magára maradt Arankára valaki kést hajít, de elhibázza. Aranka hanyagul a háta mögé dobja a kést. Nagy ordítás, a bokrok alatt a sebesült bérgyilkos (Harkányi Endre) könyörög életéért.
II. A díszhalak nem szeretik mandulát!
A Walkürök lovaglásának akkordjai mellett a Rosszak, arcukon harisnya-álarccal, autón érkeznek Dubrovnikba: a hatalmas, Pom Pom-szerű parókatornyot viselő Helga (Psota Irén) két bicskás sameszával, az alacsony Godóval (Madaras József) és a drabális termetű Káinnal (F. Nagy Károly), aki állandóan sós mandulát eszik (a díszhalakat is azzal kínálja, de hiába). Kibérelt szállásukon, a Folklór-villában Pikó (Papp Laci) fogadja őket, aki a ház tulajdonosait előrelátóan, gúzsba kötve elhelyezte az egyik félreeső szobában.
III. Színre lép a híres Menő Fej!

„Menő Fej”, a szuperügynök (Bujtor István)

A dubrovniki repülőtérre megérkezik Dr. Klauberg (Ajtay Andor), csinos leányával, Évával (Medveczky Ilona, fénykorában), egy fiatal pesti rendőr (Janka Béla) követi. Menő-Fej, a macsó magyar titkosügynök (Bujtor István) vár rájuk, látszólag újságot olvasva figyeli őket (az Akácos út hangjai mellett). (Menő-Fej csodálatos képességeit egy grafikus kollázs-animáció mutatja be, Réber László grafikusművész munkája). A fiatal rendőr jelenti Menő-Fejnek, hogy a magyar rendőrség Arankától semmit sem tudott meg, Klauberg jegyzetei megfejthetetlenek. Helga embere, Hepi (Koós János) megszólítja a doktort, és Helga nevében találkozóra hívja. A fiatal rendőr a pipájába beépített magnóval lehallgatja őket. Megegyeznek a kódnevekben. A Központból Menő-Fej régi cimborája, Pečar jugoszláv rendőrfelügyelő (Ruttkai Ottó) tartja a kapcsolatot velük, high-tech karórákon keresztül. Menő-Fej még begyűjti a nyakába ugró csinos stewardesst, így indulnak a szállodába.
IV. Jó, ha valaki tud gyerekverseket
A tengerparti szállodában Dr. Klauberg elgondolkozva néz egy sziklaszigetet, amelynek formája olyan, mint egy ugrásra készülő oroszlán. Menő-Fej ugyanott az erkélyen még a tegnapi stewardesszel csókolózik. A medencénél meglátja Éva Klauberget, érdeklődése az új husi felé fordul, a stewardess erre sértődötten pofon vágja és otthagyja. Hepi érkezik, és felelősségre vonja a doktort, miért nem jött el Helgához. Évát közben Godó megpróbálja elrabolni, Menő-Fej közbelép, és Godót egy gyerekversike elmondása közben („Hopp egy légy!”) a vízbe vágja. Mindkét gengszter elmenekül, Menő-Fej az álmélkodó Évának Ádám néven mutatkozik be.
Menő-Fej múzeumba viszi Évát, aki elmondja neki, hogy anyjától (Aranka néni lányától) tanult meg magyarul, és hisz apjának ártatlanságában. Godó és a mandulás Káin (fejükön az elmaradhatatlan harisnyával) megtámadják őket. Nagyobb verekedés keretében Menő-Fejet leütik, Éva hajából lenyírnak egy darabot. Godó a levágott hajjal felkeresi Dr. Klauberget, és sürgeti, találkozzék Helgával. Hazatérő leányának Dr. Klauberg bevallja, hogy halálra ítélteken kísérletezett a rák szérumát keresve, de ennek csak az első fázisa készült el, egy szörnyű méreg, amelynek egyetlen ampullájával százezreket lehet elpusztítani. Emiatt ítélték el, de méreg-készletét se a rendőrség, se régi náci bajtársai sem találták meg. Utóbbiak azonban most Éva életével zsarolják, de nem akar engedni a fenyegetésnek, nem megy el a következő találkozóra sem. Menő-Fej elkergeti Godót, a pesti rendőr kolléga a távozó gengszter nyomába szegődik.
V. „Ha a hegy nem megy Mohamedhez...”
Este a szálloda bárjában Dr. Klauberg, Éva és Menő-Fej – az 1960-as évek végén magyar filmben fehér hollónak számító, aránylag szemérmes – sztriptíz-műsort nézik, amikor megérkezik Helga, tornyos parókájában, vele a mandulás Káin. Helga közli a doktorral: régi parancsnokát, Bogert képviseli. Tudják, hogy a 20. század pestiséből nagy mennyiség készült, amely ma is megvan. Követelik az ampullák átadását, a „végső győzelem” kivívásához. Dr. Klauberg nemet mond, Helga dühöngve távozik. Évát telefonhoz kérik. Csak emelkedő sípolás hallatszik, Menő-Fej felismeri, hogy ez egy „ultrahangos, szuperszonikus vibrátor” (újabb high-tech kütyü, à la James Bond). Elkapja és az italok felé fordítja a hallgatót, amelynek hangja felrobbantja az ott lévő üvegeket. Újabb merénylet hiúsult meg Éva ellen, amelytől megsüketült volna. (Közben a bár színpadára az Illés-zenekar lép, elhangzik a főcímdal, a Miért hagytuk, hogy így legyen?).
Dr. Klauberg (látszólag) beadja a derekát, és követi a várakozó Godót a találkozóra. Leányát Menő-Fejre bízza, aki észrevétlenül egy nyomkövetőt rejt a doktor kabátjába. Klauberg – magához véve néhány preparált szivart – távozik, a hálószobában Menő-Fej nekifog Éva „megnyugtatásának”, a „Csak egy kislány van a világon” fülbemászó dallamára.
Godó autóval viszi Klauberget a találkozóra, a pesti rendőr követi őket. Klauberg szivarral kínálja Godót, aki gyanakszik, és csak azt a szivart veszi el, amelyikre a doktor már maga rágyújtott. A szivarban altató van, Godó nem tudja, hogy Klauberg előzőleg ellenmérget vett be. Elalszik, a doktor kiszáll, és gyalogosan eltűnik az éjszakában. Az őket követő fiatal rendőr csak az alvó Godót találja a kocsiban. Klauberg egy motorcsónakon magányos éjszakai kirándulást tesz az oroszlán formájú sziklaszigetre.

Pečar felügyelő (Ruttkai Ottó) az emlékezetes „mobiltelefon”-jelenetben

VI. A díszhalak a tintát sem szeretik!
Hajnalban a pesti rendőr kolléga hívja a Központot: Elveszítette a doktor nyomát, ezért Helgáék villájához indul. Pečar felügyelő (Ruttkai Ottó) figyelmezteti, ne kezdjen egyéni akcióba. Riasztják Menő-Fejet, aki a minden jel szerint kielégítően „megnyugtatott” Éva mellett ébred. Dr. Klauberg megjelenik a Folklór-villánál. A lesben álló rendőr szemtanúja lesz, ahogy a mindvégig kesztyűt viselő doktor töltőtollából próbaképpen egyetlen csepp tintát ejt az udvari szökőkútba, azonnal elpusztítva az összes díszhalat. Klauberg találkozik Helgával. Felajánlja, hogy hatalmas összeg fejében lerajzolja nekik a mikrobák rejtekhelyére vezető utat. Az elkészült töltőtoll-rajzot azonban először nem Helga, hanem Hepi veszi kézbe. A rendőr előlép, hogy figyelmeztesse, de későn: a tinta fertőző! Pikó leüti a rendőrt. Hepi elrohan, hogy kórházba jusson, Dr. Klauberg a zűrzavarban eltűnik, hajón elmenekül. A leütött rendőr magához tér, saját autóját átadja Hepinek, de Pikó közben kést hajít a hátába. Helga emberei (a közben felébredt Godóval együtt) a menekülő Hepi üldözésére indulnak. Impozáns autós üldözés a horvát tengerparti szerpentinen. A városba érve Hepi telefonálni próbál, de a fertőzés legyűri, meghal a telefonfülkében.
Pečar felügyelő és csapata (az autókon „TITKOSRENDŐRSÉG” szövegű rendszámmal) és Menő-Fej is („HEJ-HÓ 007777” rendszámmal) befut a Folklór-villához, de már csak a haldokló fiatal rendőrre lelnek, aki utolsó erejével elmondja: a napszemüveges halott (Hepi) halálos mikrobákat hordoz, akárcsak a díszhalak a medencében. Híres jelenet: Pečar a zakója belső zsebéből hatalmas, piros irodai telefonkagylót húz elő, amelynek kábele a zsebébe vezet, és ezen át adja ki a sürgős utasításokat...
VII. „Hogy mik vannak!...”
Dr. Klauberg kishajóján visszaérkezik a szállodába. Menő-Fej messziről követi. A szobában Éva helyett Helga várja, revolverrel. Közli a professzorral, lánya a kezükben van. Klauberg belátja, nem tehet mást, velük megy. Egy furgonba tuszkolják, az elkábított Éva is ott van egy ruháskosárban. Godó megmotozza a doktort, megtalálja nála a nyomkövetőt, amit Menő-Fej helyezett el előző este. Godó nekitámad a doktornak, de saját kalapján is ugyanilyen nyomkövetőt talál, azt még a fiatal rendőr tette rá előző este. Godó, Pikó és társuk a trogiri felnyitható hídnál megállnak, a nyomkövetőket eldobják, a hídkezelőt leütik, és felnyitják a hidat. Az őket követő Menő-Fej elakad. Verekedésbe bonyolódik a gengszterekkel, és függve marad a felnyitott híd végei között. (Miközben „lóg a szeren”, mindenesetre randevút beszél meg egy alatta áthajózó bikinis lánnyal). A gengszterek azonban elkapják, leütik, és szőnyegbe csavarva a kikötőbe, egy jachtra szállítják, Dr. Klauberggel és Évával együtt.
A hajón a professzort régi náci parancsnoka, Boger (Szendrő József) fogadja, aki üzletemberként az egész vállalkozást pénzeli. Boger megfenyegeti Klauberget: ha nem adja át a mikrobákat, emberei erőszakot tesznek a lányán. A professzor alkut kínál: ha elengedik Évát, azonnal elvezeti Bogert és embereit a rejtekhelyre. Boger látszólag elengedi Évát, aki taxival távozik. A doktor, Godó kíséretében motorcsónakba száll. Nem láthatja, hogy a „taxis”, valójában Boger embere, aki elkábította és visszahozta Évát a jachtra. Boger még egy biztosító helikoptert is odarendel a szigetre. Indulás előtt a szadista Helgának szabad kezet ad, tegyen a foglyokkal, amit akar.

Éva Klauberg (Medveczky Ilona), még a korbácsolás elszenvedése előtt

Menő-Fej lassan magához tér a hajófenékben, ahová bezárták. Helga leküld érte két tengerészt (Farkas Antal, Szabó Ottó), de Menő-Fej a magánál tartott kis bombák felrobbantásával kitör, fegyvert szerez és nagy lövöldözés közepette Éva keresésére indul. Megverekszik Pikóval is (Papp Laci bemutat egyet-kettőt híres, villámsebes ütéseiből, de a szuperügynökkel szemben alulmarad). A szadista Helga közben kezelésbe veszi Évát, levetkőzteti és megkorbácsolja. Menő-Fej megérkezik, megmenti. A segítségére siető „mandulás” Káin véletlenül Helgát öli meg egy eldobott késsel, aztán Menő-Fej őt is lelövi. A további tűzharcot már közösen vívják, halomra lövik a hajó legénységét. Megérkezik a rendőrség, akiket a szuper-karórával riasztottak. Éva elmondja Menő-Fejnek, hol van a rejtekhely, ahová apja és Boger indultak: a sziklaszigeten, amelynek formája egy ugrani készülő oroszlánhoz hasonlít. A Központban Pečar felügyelő általános riadót rendel el.
VIII. Nyugodtan mehetünk haza a moziból, vagy nem?
Dr. Klauberg elvezeti Bogert és a gengsztereket a szigetre, megmutatja nekik a föld alatti labor bejáratát. A doktorral együtt csak Boger és Godó szállnak alá a létrán. Gázálarcot vesznek fel, mert a labor el van gázosítva, a professzor régi munkatársai konzervált bábokként állnak, ülnek asztalaiknál. Zseblámpával botorkálnak a sötétségben. A páncélszekrényben megtalálják az ampullákat, de a ravasz professzor kijátssza Bogeréket. Godóról lerántja a gázálarcot, ő rögtön meghal a gáztól. Boger kegyelemért könyörög, Klauberg látszólag elengedi, de a létra fokait bekeni egy ampulla tartalmával. Bogert megölik a mikrobák. A doktor egy titkos kijáraton át egérutat nyer.
A szigetet közben megtámadják a rendőrségi hajók, tűzharc kezdődik. Menő-Fej búvárruhában partra úszik, megtalálja Boger várakozó helikopterét, lelövi a menekülő pilótát. A gengszterek megadják magukat, a rendőrök megszállják a szigetet. Feltűnik Dr. Klauberg, táskájában a halálos ampullákkal, és felszáll a helikopterrel. Menő-Fej üldözi, de csak az ajtó szegélyében tud megkapaszkodni, a helikopter magával viszi, ő csak „lóg a szeren”. Látványosan végigröpülnek a partvidék és Dubrovnik történelmi óvárosa fölött. (Elrepülnek az Illés-együttes fölött is, akik egy sziklateraszon ismét a Miért hagytuk, hogy így legyen?-t játsszák). Közben Dr. Klauberget hatalmába keríti a hatalom mámora: most ő a világ ura: ha csak egyetlen ampullát is ledob, százezrek pusztulnak el, hát tessék őt Istenként imádni. Menő-Fej lelövi Klauberget, a helikopter lezuhan, és hatalmas tűzgolyóban felrobban, de Menő-Fej még ezt megelőzően a tengerbe ugrik, és megmenekül. (Az Illés tagjai odapillantanak a robbanás zajára, aztán folytatják a dalt.)
Menő-Fej kiúszik a tengerből. Ahol partot ér, három nő vár rá: a stewardess, a motorcsónakos lány, és Éva Klauberg. Mindhármuknak randevút ígért. Eljött a színvallás pillanata. A szuperügynök tehetetlenül felemeli a kezét, és megadja magát a kegyetlen sorsnak.
|  | Itt a vége a cselekmény részletezésének! |

## Szereposztás
| Szerep                               | Színész         |  | Szerep                             | Színész                |
| Dr. Otto Klauberg professzor         | Ajtay Andor     |  | Helga, volt náci kápó              | Psota Irén             |
| Éva Klauberg, Dr. Klauberg lánya     | Medveczky Ilona |  | Boger, volt náci tiszt, üzletember | Szendrő József         |
| Menő-Fej, magyar szuperügynök        | Bujtor István   |  | Godó, gengszter                    | Madaras József         |
| Aranka néni, Dr. Klauberg anyósa     | Dajka Margit    |  | Hepi, gengszter                    | Koós János             |
| Kálmán bácsi, idős gavallér          | Major Tamás     |  | Pikó, gengszter, tengerész         | Papp László (ökölvívó) |
| Pečar felügyelő, jugoszláv rendőrség | Ruttkai Ottó    |  | Káin, a mandula-kedvelő gengszter  | F. Nagy Károly         |
| Fiatal rendőr Pestről                | Janka Béla      |  | 1. tengerész                       | Farkas Antal           |
| Fiatal rendőr a Központban           | Izsóf Vilmos    |  | 2. tengerész                       | Szabó Ottó             |
| Bérgyilkos                           | Harkányi Endre  |  | Rendőr a Központban                | Zsudi József           |
| Dudi                                 | Pecsenke József |  |                                    |                        |

## Zene
A filmben (egyszer vagy többször) elhangzó zeneszámok:
- Illés Lajos–Bródy János : Miért hagytuk, hogy így legyen? c. dal, előadja az Illés-zenekar, énekel Szörényi Levente,
- Richard Wagner : A walkür operájából a Walkürök lovaglása,
- Pazeller Jakab : Akácos út,
- Szentirmay Elemér : Csak egy kislány van a világon.

## Televíziós megjelenés
MTV1, m1, MTV2, m2, Duna TV, TV2 (1. logó), Filmmúzeum, Bajai VTV, Dombóvári VTV, Szekszárdi VTV, Kölcsey TV, Nyíregyházi VTV, Zemplén TV, Humor 1, Duna World, M3, Mozi+, M5, Hír TV, Magyar Mozi TV